# Olavius propinquus
Olavius propinquus är en ringmaskart som beskrevs av Erséus 1984. Olavius propinquus ingår i släktet Olavius och familjen glattmaskar. Inga underarter finns listade i Catalogue of Life.